# 東京放送合唱団
東京放送合唱団（とうきょうほうそうがっしょうだん）は、日本放送協会（NHK）の元放送用専属合唱団である。略称は東唱（とうしょう）。

## 歴史
- 1944年：JOAKと専属個人契約をむすんでいる声楽家により結成された。のちに専属契約は解除され、現在に至る。

## 演奏
- かつて出演した番組は下記のとおりである。
  - 名曲アルバム
  - NHK紅白歌合戦
  - 思い出のメロディー
  - オルガンとコーラス
  - たのしいコーラス
  - 「朝の連続テレビ小説・あかつき」テーマ音楽（1963年放送、作曲：斎藤一郎、演奏：東京放送管弦楽団）
  - その他、ラジオ学校放送、FM放送、戦前は国民歌謡などにも出演した。

## 主な初演作品
- 高田三郎 - 風がおもてで呼んでいる（のち「心象スケッチ」収録）／内なる遠さ

## 指揮者（客演を含む）
- 齋藤秀雄
- 藤山一郎
- 高田三郎
- 木下保
- 三宅洋一郎
- 山田一雄
- 磯部俶
- 辻正行
- 栗本正
- ウィルヘルム・ロイブナー
- ロブロ・フォン・マタチッチ
- 若杉弘
- 秋山和慶
- 佐藤亘弘
- 所太郎
- 平井哲三郎
- 福田一雄

## 伴奏ピアニスト（客演を含む）
- 小澤征爾
- 秋山和慶
- 竹前聴子
- 久山恵子
- 喜田容子
- 金井紀子
- 三浦洋一
- 加納悟朗

## 主な団員
- 佐々金治
- 石山卓
- 尾籠晴夫
- 岡村喬生
- 片岡和賀代
- 大島久子
- 能沢薫
- 渡辺高之助
- 辻正行
- 栗本正
- 宮本正
- 坂本芳子
- 川島和子

## NHK関係者・担当者
- 古垣鐡郎
- 春日由三
- 牧定忠
- 中山卯郎
- 長尾美知子
- 荒巻亀太郎

## 現関係者
- 渋井幸枝代表

## 録音CD
- 東京放送合唱団 混声・女声合唱名曲集 キングレコード KICC523/524
- 東京放送合唱団 愛の歌〜東京放送合唱団の軌跡 キングレコード KICC637/638

## 備考
- 東唱は、1964年東京オリンピック開会式で、聖火台までの花の階段脇で合唱している。
- NHKは東唱以外にも類似の合唱団を適宜、各放送局にローカル番組用の実演団体として設置した。一覧は下記のとおり。
  - 札幌放送合唱団
  - 旭川放送合唱団
  - 青森放送合唱団
  - 盛岡放送合唱団
  - 仙台放送合唱団
  - 金沢放送合唱団
  - 名古屋放送合唱団
  - 大阪放送合唱団
  - 広島放送合唱団
  - 松山放送合唱団
  - 福岡放送合唱団
- NHK放送芸能団
- 1975年1月、リック・ウェイクマンの「地底探検」のワールド・ツアーでの来日公演にて、オーケストラのシャンブル・サンフォニエットと共にステージで共演している。